# Alcamo
Alcamo é uma comuna italiana da região da Sicília, província de Trapani, com cerca de 42.022 habitantes. Estende-se por uma área de 130 km², tendo uma densidade populacional de 323 hab/km². Faz fronteira com Balestrate (PA), Calatafimi-Segesta, Camporeale (PA), Castellammare del Golfo, Monreale (PA), Partinico (PA).

## Demografia
| Variação demográfica do município entre 1861 e 2011                               |
|                                                                                   |
| Fonte: Istituto Nazionale di Statistica (ISTAT) - Elaboração gráfica da Wikipedia |